# دابلین (کنتاکی)
دابلین (به انگلیسی: Dublin) یک منطقهٔ مسکونی در ایالات متحده آمریکا است که در شهرستان گریوس، کنتاکی واقع شده‌است. دابلین ۱۵۲٫۱ متر بالاتر از سطح دریا واقع شده‌است.